# Mönnigsee

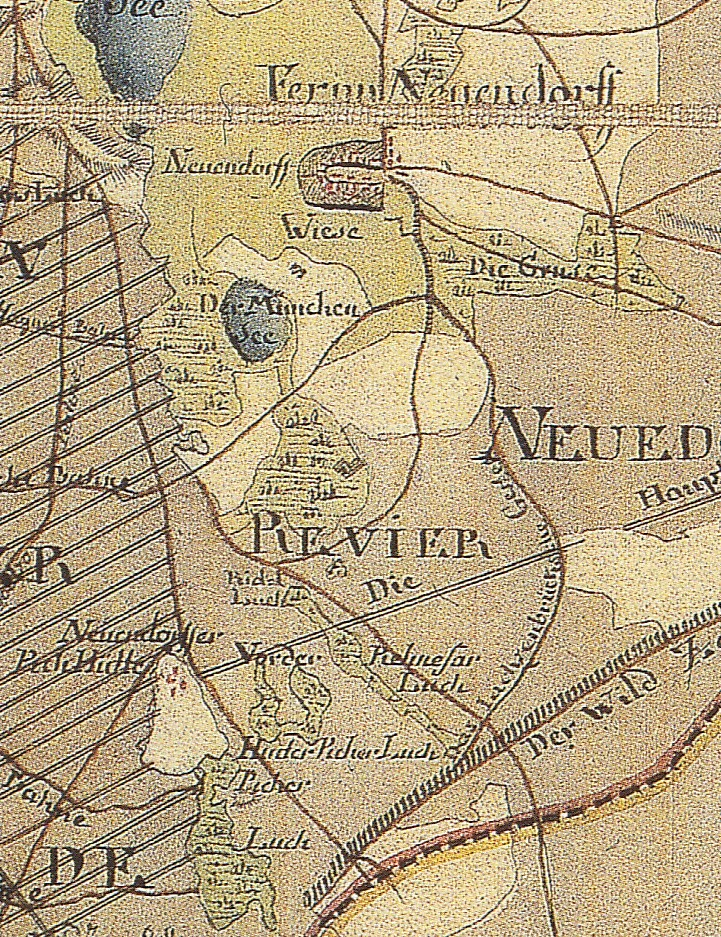
Schmettausches Kartenwerk von 1767–87

Der Mönnigsee, auch Mönningsee, ist ein etwa ein Hektar großer, ovaler, natürlicher See im südöstlichen Teil des Gemeindegebiets von Am Mellensee im brandenburgischen Landkreis Teltow-Fläming in Deutschland.

## Lage
Der Mönnigsee liegt drei Kilometer südsüdöstlich von Sperenberg auf der Gemarkung des Ortsteils Sperenberg. Er ist in Nordsüd-Richtung knapp über 300 m lang und in Ost-West-Richtung etwa 250 m breit.

## Geschichte
Der See wird 1541 als „der kleine munch“ erstmals urkundlich genannt. 1655 wird er als „dem Seechen der Mönch genandt“ aufgeführt bzw. „Daß Mönch Seeichen“ bezeichnet. Für 1772 ist die Schreibweise „Moench-See“ belegt, im Schmettauschen Kartenwerk von 1767 bis 1787 heißt er „Der München See“. Im Urmesstischblatt 1:25000 Nr. 3846 Wünsdorf, das 1841 gezeichnet worden ist, ist der See wiederum als „Mönchs See“ verzeichnet. Der Name des Wohnplatzes Mönninghausen, der um 1850 herum entstand belegt, dass der See mundartlich wohl damals schon Mönnigsee benannt wurde (erste Nennung von Mönninghausen 1858 als Mönnighausen). Der Name könnte darauf hindeuten, dass das Kloster Zinna einst hier Besitzrechte hatte. Dies ist urkundlich zwar nicht belegt, jedoch hatte das Kloster Zinna nachweislich Besitztitel im nahe gelegenen Ort Dümde.

## Hydrographie
Der See hat einen kleinen natürlichen, von Quellen gespeisten, heute begradigten, wenig Wasser führenden Zufluss von Süden. Er entwässert über ein ebenfalls kleines Fließ am Nordende des Sees zum Neuendorfer See. Er ist natürlich eutroph, die Ufersäume verlanden; südlich schließen sich Moorbildungen und Feuchtwiesen an.

## Naturschutzgebiet Mönnigsee
Der nur etwa ein Hektar große Mönnigsee ist namengebend für das 36 Hektar große Naturschutzgebiet Mönnigsee, das hauptsächlich aus den südlich an den See anschließenden Moorbildungen mit Feuchtwiesen, Hochstaudenfluren und Weidengebüschen besteht.